# Округ Расел (Кентаки)
Округ Расел (енгл. Russell County) је округ у америчкој савезној држави Кентаки.

## Демографија
По попису из 2010. године број становника је 17.565, што је 1.25 (7,7%) становника више него 2000. године.
| Група             | 2000.          | 2010.          |
| Белци             | 15.942 (97,7%) | 16.676 (94,9%) |
| Афроамериканци    | 95 (0,6%)      | 82 (0,5%)      |
| Азијати           | 23 (0,1%)      | 41 (0,2%)      |
| Хиспаноамериканци | 140 (0,9%)     | 585 (3,3%)     |
| Укупно            | 16.315         | 17.565         |